# Mariona Ribera i Llonc
Mariona Ribera Llonc (Barcelona, 17 de gener de 1977) és una jugadora de waterpolo catalana, ja retirada.
Va formar-se inicialment en natació sincronitzada, formant part del CN Kallipolis. Posteriorment, va practicar waterpolo fitxant pel Club Esportiu Mediterrani amb el qual va guanyar nou Campionats de Catalunya de waterpolo femení, nou Lligues espanyoles i cinc Copes de la Reina. També va participar en competicions europees destacant els dos subcampionats de la LEN Trophy el 2002 i 2003. Internacional amb la selecció espanyola en 130 ocasions, va participar en dos Campionats del Món (1998, 2003) i en cinc Campionats d'Europa (1993, 1997, 1999, 2001, 2003), destacant el quart lloc aconseguit el 1997. Degut a la manca de subvencions econòmiques al waterpolo femení, va retirar-se de la competició al final de la temporada 2003-04. Entre d'altres reconeixements, va rebre la medalla d'argent (1997) i la d'or (1998) de serveis distingits de la Reial Federació Espanyola de Natació, i la medalla del mèrit esportiu de la Federació catalana Natació el 2001.

## Palmarès
- 9 Campionats de Catalunya de waterpolo femení: 1991-92. 1992-93, 1993-94, 1994-95, 1995-96, 1996-97, 1997-98, 1998-99, 1999-00
- 9 Lligues espanyoles de waterpolo femenina: 1991-92, 1992-93, 1993-94, 1994-95, 1995-96, 1996-97, 1997-98, 1998-99, 2002-03
- 5 Copes espanyoles de waterpolo femenina: 1996-97, 1997-98, 1998-99, 1999-00, 2002-03